# Cabdill cuaforcat
El cabdill cuaforcat (Hemitriccus furcatus) és un ocell de la família dels tirànids (Tyrannidae).

## Hàbitat i distribució
Habita els boscos del sud-est del Brasil.